# Jordi Pitarque i Ceprià
Jordi Pitarque i Ceprià (L'Ampolla, 1987 - Tortosa, 2010) fou un futbolista català, que jugà en la posició de centrecampista.
Destacà per ser el centre d'atenció mediàtic quan morí sobtadament per aturada cardiorespiratòria malgrat ser un jove esportista d'elit, de tan sols vint-i-tres anys. Aquest tipus de succés ja es repetí en els darrers anys en jugadors com Daniel Jarque (RCD Espanyol) o Antonio Puerta (Sevilla FC).
La matinada del dilluns 6 de setembre de 2010 patí una arrítmia cardíaca mentre estava a casa seva, que se li repetí fins a tres ocasions mentre el traslladaven a l'Hospital Verge de la Cinta de Tortosa. Després d'ingressar amb pronòstic reservat i d'estar unes quantes hores en coma induït per l'equip sanitari del centre, a les nou de la nit es produí el fatal desenllaç. El dia abans va participar en el partit de Tercera Divisió entre el Reus Deportiu i el Prat sense cap problema físic.